# Sylvicola ornatus
Sylvicola ornatus är en tvåvingeart som först beskrevs av Edwards 1923.  Sylvicola ornatus ingår i släktet Sylvicola och familjen fönstermyggor.
Artens utbredningsområde är Venezuela. Inga underarter finns listade i Catalogue of Life.